# Kazuo Hatojama
Kazuo Hatojama (japonsky 鳩山 和夫, Hatojama Kazuo; (6. květen 1856 – 3. říjen 1911) byl japonský politik a advokát, předseda dolní komory japonského parlamentu a hlava rodu Hatojama.

## Rodina
Vystudoval na Yaleovu univerzitu, jeho žena Haruko Hatojamová byla spoluzakladatelkou Ženské univerzity Kjóricu. Jeho syn Ičiró Hatojama se stal ministerským předsedou a prvním předsedou Liberálně-demokratické strany.

## Kariéra
Hatojama byl předsedou dolní komory (Sněmovny reprezentantů) japonského parlamentu mezi roky 1869 až 1897 během období Meidži. Později se stal prezidentem Univerzity Waseda.